# Assassinat de Paweł Adamowicz
Paweł Adamowicz era l'alcalde de Gdańsk quan va ser assassinat durant l'esdeveniment de caritat més popular de Polònia, la Gran Orquestra de la Caritat de Nadal. L'incident va tenir lloc el 13 de gener de 2019 en Targ Węglowy a la ciutat de Gdańsk, Polònia.

## Assassinat
Durant la 27a Final de la Gran Orquestra de la Caritat Nadalenca en Gdańsk, Paweł Adamowicz estava de peu en l'escenari entre d'altres. L'atacant va pujar il·legalment a l'escenari i el va apunyalar tres vegades. Llavors Stefan Wilmont (l'atacant) va dir:
| « | Halo! Halo! El meu nom és Stefan Wilmont. Jo he estat en la presó innocentment. He estat en la presó innocentment. La Plataforma Cívica m'estava torturant. Per això, ha mort Adamowicz. | » |

Després del seu discurs, els treballadors tècnics van dominar a l'atacant. Paweł Adamowicz va morir a l'hospital l'endemà.

## L'atacant
L'atacant era un reincident. En el moment de l'incident tenia 27 anys. D'adolescent ja tenia problemes amb la llei, i va robar un banc diverses vegades. Abans de l'assassinat de Adamowicz, havia estat a la presó.